# Frankenthal-klassen
Frankenthal-klassen (type 332) er 3 generation af minerydningsfartøjer i den tyske flåde efter 2. verdenskrig og erstatter de gamle mineryddere af Lindau-klassen. De er bygget af umagnetisk stål. Skroget og maskineriet i identiske med Ensdorf-klassen samt Kulmbach-klassen, men udstyret varierer fra type til type.
I slutningen af 2008 blev 4 enheder (Bad Bevensen, Bad Rappenau, Grömitz og Dattlen) ombygget til brug for Marineinfanteriet. Tanken er at infanteriet dermed kan få en flydende operationsplatform. Endnu en enhed er blevet ombygget til at kunne bruges som platform for minedykkere (Rottweil). Organisatorisk fortsætter skibene med at høre under 5. MCM-eskadre (5. Minensuchgeschwader), dog undtagen Rottweil, der nu hører under den tyske flådes minedykkerkorps. De øvrige enheder af Frankenthal-klassen hører i dag under 3. MCM-eskadre (3. Minensuchgeschwader)
| Pnt.           | Navn                       | Kølen lagt       | Søsat              | Indgået            | Skæbne                                                                                                 | Kaldesignal |
| -------------- | -------------------------- | ---------------- | ------------------ | ------------------ | --- | ----------- |
| M01 (ex-M1066) | Al Hasbah (ex-Frankenthal) | 6. december 1989 | 6. februar 1992    | 16. December 1992  | Solgt til de Forenede Arabiske Emirater 30. juni 2006                                                  | (ex-DREY)   |
| M02 (ex-M1060) | Al Madjan (ex-Weiden)      | 1. marts 1990    | 14. maj 1992       | 3. Marts 1993      | Solgt til de Forenede Arabiske Emirater 30. juni 2006                                                  | (ex-DRES)   |
| M1061          | Rottweil                   | -                | 12. marts 1992     | 7. Juli 1993       | I tjeneste, ombygget til at fungere som dykkerskib for flådens minedykkere                             | DRET        |
| M1063          | Bad Bevensen               | -                | 21. januar 1993    | 9. december 1993   | I tjeneste, ombygget i 2008 til at fungere som et bevogtningsfartøj underlagt Marineschutzkräfte (MSK) | DREV        |
| M1067          | Bad Rappenau               | -                | 3. juni 1993       | 19. april 1994     | I tjeneste, ombygget i 2008 til at fungere som et bevogtningsfartøj underlagt Marineschutzkräfte (MSK) | DREZ        |
| M1064          | Grömitz                    | -                | 29. april 1993     | 23. August 1994    | I tjeneste, ombygget i 2008 til at fungere som et bevogtningsfartøj underlagt Marineschutzkräfte (MSK) | DREW        |
| M1068          | Datteln                    | -                | 27. januar 1994    | 8. december 1994   | I tjeneste, ombygget i 2008 til at fungere som et bevogtningsfartøj underlagt Marineschutzkräfte (MSK) | DRFA        |
| M1065          | Dillingen                  | -                | 26. maj 1994       | 25. april 1995     | I tjeneste                                                                                             | DREX        |
| M1069          | Homburg                    | -                | 21. april 1994     | 26. september 1995 | I tjeneste                                                                                             | DRFB        |
| M1062          | Sulzbach-Rosenberg         | -                | 27. april 1995     | 23. januar 1996    | I tjeneste                                                                                             | DREU        |
| M1058          | Fulda                      | -                | 29. september 1997 | 5.Juni 1998        | I tjeneste                                                                                             | DRFC        |
| M1059          | Weilheim                   | -                | 26. februar 1998   | 26. november 1998  | I tjeneste                                                                                             | DRFD        |

## Galleri
- FGS Fulda (M1058)
- A Pinguin B3 mine-hunting ROV

## Eksterne links
- Wikimedia Commons har flere filer relateret til Frankenthal-klassen
- naval-technology.com Arkiveret 18. august 2009 hos  Wayback Machine